# Archidiecezja Belém do Pará
Archidiecezja Belém do Pará (łac. Archidioecesis Belemensis de Pará, port. Arquidiocese de Belém do Pará) – rzymskokatolicka archidiecezja ze stolicą w Belém do Pará w stanie Pará, w Brazylii. Arcybiskupi Belém do Pará są również metropolitami metropolii o tej samej nazwie.
W 2023 w archidiecezji służyło 161 zakonników i 367 sióstr zakonnych.

## Historia
4 marca 1720 papież Klemens XI bullą Copiosus in Misericordia erygował diecezję Belém do Pará. Dotychczas wierni z tych terenów należeli do diecezji São Luís do Maranhão (obecnie archidiecezja São Luís do Maranhão).
Jednostki wydzielone z diecezji Belém do Pará:
- 27 kwietnia 1892 – diecezja amazońska (obecnie archidiecezja Manaus) – utracono wtedy zdecydowaną większość terenów podległych dotychczas biskupowi Belém do Pará
- 21 września 1903 – prałatura terytorialna Santarém (obecnie Santarém).

1 maja 1906 papież św. Pius X wyniósł diecezję Belém do Pará do rangi archidiecezji metropolitarnej.
Jednostki wydzielone z archidiecezji Belém do Pará:
- 18 lipca 1911 – prałatura terytorialna Santíssima Conceição do Araguaia (obecnie diecezja Santíssima Conceição do Araguaia)
- 14 kwietnia 1928:
  - prałatura terytorialna Gurupi (obecnie diecezja Bragança do Pará)
  - prałatura terytorialna Marajó
- 16 sierpnia 1934 – prałatura terytorialna Xingu
- 29 listopada 1952 – prałatura terytorialna Cametá (obecnie diecezja Cametá)
- 25 listopada 1961 – prałatura terytorialna Abaeté do Tocantins (obecnie diecezja Abaetetuba)
- 25 czerwca 1963 – prałatura terytorialna Ponta de Pedras (obecnie diecezja Ponta de Pedras)
- 29 grudnia 2004 – diecezja Castanhal.

W 1980 archidiecezję odwiedził papież Jan Paweł II.

## Główne świątynie
- Archikatedra: Archikatedra Najświętszej Maryi Panny Łaskawej w Belém do Pará
- Bazylika mniejsza: Bazylika Matki Bożej z Nazaretu w Belém do Pará

## Ordynariusze
Do 1818 wszyscy biskupi byli Portugalczykami. Od tego roku na katedrze w Belém do Pará zasiadają wyłącznie Brazylijczycy.

### Biskupi Belém do Pará
- Bartolomeu do Pilar OCarm (1720-1733)
- Guilherme de São José Antonio de Aranha (1738-1748)
- Miguel de Bulhões e Souza OP (1748-1760) następnie mianowany biskupem Leiria w Portugalii
- João de São José de Queiroz da Silveira OSB (1760-1763)
- João Evangelista Pereira da Silva TOR (1771-1782)
- Cayetano Da Annunciação Brandão TOR (1782-1790) następnie mianowany arcybiskupem Bragi w Portugalii
- Manoel de Almeida de Carvalho (1790-1818)
- Romualdo de Souza Coelho (1820-1841)
- José Affonso de Moraes Torres CM (1844-1857)
- Antônio de Macedo Costa (1860-1890) następnie mianowany arcybiskupem São Salvador da Bahia
- Jerônimo Tomé da Silva (1890-1893) następnie mianowany arcybiskupem São Salvador da Bahia
- Antônio Manoel de Castilho Brandão (1894-1901) następnie mianowany biskupem Alagôas
- Francisco do Rego Maia (1901-1906)
- José Marcondes Homem de Melo (1906)

### Arcybiskupi Belém do Pará
- José Marcondes Homem de Melo (1906)
- Santino Maria da Silva Coutinho (1906-1923) następnie mianowany arcybiskupem Maceió
- João Irineu Joffily (1924-1931)
- Antônio de Almeida Lustosa SDB (1931-1941) następnie mianowany arcybiskupem Fortalezy
- Jaime de Barros Câmara (1941-1943) następnie mianowany arcybiskupem São Sebastião do Rio de Janeiro
- Mário de Miranda Villas-Boas (1944-1956) następnie mianowany koadiutorem arcybiskupa São Salvador da Bahia
- Alberto Gaudêncio Ramos (1957-1990)
- Vicente Joaquim Zico CM (1990-2004)
- Orani João Tempesta OCist (2004-2009) następnie mianowany arcybiskupem São Sebastião do Rio de Janeiro
- Alberto Taveira Corrêa (2009-2025)
- Júlio Endi Akamine (od 2025)